# In the Summertime
"In the Summertime" je pravděpodobně nejznámější píseň britské rockové skupiny Mungo Jerry. Byla vydaná v první polovině roku 1970 na albu Electronically Tested.
české coververze
- Pod názvem „Nejsem harlekýn“ s textem Michaela Prostějovského ji v roce 1971 nazpíval Milan Drobný
- Pod názvem „Rok s Monikou“ s textem Karla Čejky ji v roce 1971 nazpíval Stanislav Hranický